# 북면 (정읍시)
북면(北面)은 대한민국 전북특별자치도 정읍시의 면이다. 넓이는 34.54km2이고, 인구는 2024년 6월 30일을 기준으로 3,925명이다.   
북면은 본래 정읍 구역으로 처음에는 북일면, 북이면 두 면으로 나누었던 것을 합하여 북면이라 하였다. 1914년 행정구역 개편 때에는 변동 없이 일곱 개 리로 태곡리, 한교리, 신평리, 복흥리, 구용리, 승부리, 하북리 등을 북면 이라 하여 정읍군에 편입이 되었다. 1935년 4월 1일에 행정구역 조정에 따라 보림면이 없어지면서 2개리인 보림리, 마정리와 정토면과 우순면이 병합하면서 우순면 구역의 삼 개리인 화해리, 남산리, 영파리가 편입되어 오다가 1983년 2월에 하북리, 영파리, 구용리가 그때의 정주시로 편입되었다. 이후 1987년 1월 1일 정우면 영춘, 학동이 1989년 1월 1일 장학리 장재가, 1990년 4월 1일 태인면 오류리 원오류 마을이 편입되어 오늘에 이르고 있다. 따라서 북면은 옛적에 정읍 땅과 고부와 태인 땅이 병합되어 만들어진 면인 것을 알 수 있다.  

## 연혁
- 1914년 북일면, 북이면 2개면이 통합 북면
- 1935년 10월 1일 보림면의 보림, 마정과 우순면의 화해리, 남산리, 영파리 편입
- 1983년 2월 15일 구룡, 하북, 영파 정주시에 귀속
- 1987년 1월 1일 정우면의 영춘, 학동 편입
- 1989년 1월 1일 정우면의 장학리 장재 편입
- 1990년 4월 1일 태인면의 오류리 원오류 편입

## 문화재 및 관광 자원
- 정읍 남고서원- 전북특별자치도 문화재자료 제 76호
- 정읍 남산사- 전통사찰 95호
- 정읍 보림사- 전통사찰 96호

## 행정 구역
| 법정리명       | 마을유래 | 지역마을 | 비고 |
| -------------- | --- | --- | ---- |
| 보림리(寶林里) | 보림리는 태인군(泰仁郡) 남촌이변면(南村二邊面) 구역인데 1914년 행정구역 개편 때 가정리(柯亭里), 상유리(上鍮里), 하유리(下鍮里), 입점리(笠店里), 구암리(九岩里), 평촌리(平村里), 남촌일변면의 남기리(南基里) 각 일부를 병합하여 옛날 보림사(寶林寺)의 이름을 따고 보림면사무소가 있었기 때문에 보림리라 불러 보림면에 편입시켰다.1935년 구역조정 때 보림면이 폐지되자 마정리(馬亭里)와 같이 북면에 들어왔다.                                                                             | 1) 상하유(上下鍮) 마을 2) 입점(笠店) 마을 - 관동마을 3) 가정(柯亭) 마을                                                                                                   |      |
| 마정리(馬亭里) | 원래 태인군(泰仁郡), 남촌이변면(南村二邊面) 지역으로 1914년 행정구역 개편 때 마정리(馬亭里), 연지리(蓮池里), 평촌리(平村里)와 오유촌(五柳村) 및 서촌면(西村面)의 태곡리(台谷里)와 월촌리(月川里), 정읍군 북면의 태곡리(台谷里)의 각 일부를 병합하여 으뜸 마을 이름을 따서 마정리(馬亭里)라 하고 보림면(寶林面)에 편입시켰다가 1935년 구역조정으로 보림면이 없어지고 보림리와 같이 북면에 편입 되었다.                                                                                   | 1) 연지(蓮池) 마을 2)월천(月川) 마을 3) 평촌(平村) 마을 4) 마태(馬太) 마을 5) 원마정(元馬亭) 마을 6) 원오류(元五柳) 마을                                                  |      |
| 태곡리(台谷里) | 본래가 정읍군 북면 구역인데, 1914년 행정구역 개편에 따라 태곡리(台谷里), 신흥리(新興里)와 사거리(四巨里), 궁산리(弓山里), 태인군(泰仁郡) 서촌면(西村面) 태곡리(台谷里)의 각 일부를 병합하여, 태곡리라 하여 북면에 편입시켜 오늘에 이르고 있다. | 1) 원태곡(元台谷) 마을 2) 주축(主畜) 마을 3) 매곡(梅谷) 마을 4) 신흥(新興) 마을                                                                                           |      |
| 한교리(漢橋里) | 본래 정읍군 북면 구역인데, 1914년 행정구역 개편에 따라 구평리(久平里), 사동리(巳洞里), 사거리(四巨里), 궁산리(弓山里), 한교리(漢橋里), 양천리(良川里), 승부리(承富里)의 각 일부를 병합하여, 으뜸 마을의 이름을 따 한교하고 하여 북면에 편입시켜 오늘에 이르렀다. | 1) 원한교(元漢橋) 마을 2) 구평(久平) 마을 3) 신촌(新村) 마을 4) 영춘(永春) 마을 5) 사거리(四巨里) 마을 6) 학동(鶴洞) 마을                                                 |      |
| 장학리(長鶴里) | 본래 고부군 장순면(長順面) 구역인데, 행정구역 개편으로 장재(長才)와 상학(上鶴)에서 따라 상학리라 하고, 정읍군 우순면(雨順面)으로 편입되어, 뒤에 정우면이 되었고, 그 뒤 또 장학리는 북면에 속하게 되었다. | 1) 장재(長才) 마을 |      |
| 신평리(新平里) | 본래가 정읍군 북면 구역으로, 1914년 행정구역 개편에 따라, 신평리(新平里), 산현리(山峴里), 어옹리(漁翁里)와 신성리(新成里), 양천리(良川里), 궁산리(弓山里), 한교리(漢橋里)의 각 일부를 병합하여, 으뜸 마을의 이름을 따서 신평리라 붙이고, 북면(北面)에 편입시켰다. 신평리는 새롭고 평화로운 곳이라는 지명으로, 북면의 다른 마을보다 늦게 형성된 마을들이다. | 1) 동신(東新) 마을 2) 서신(西新) 마을 3) 양신(良新) 마을 - 양천마을 |      |
| 복흥리(伏興里) | 본래가 정읍군 북면 지역인데 1914년 행정구역 개편 때 복용리(伏龍里), 대흥리(大興里), 우탄리(牛灘里), 와용리(臥龍里), 장구리(藏龜里)를 병합하여 그 으뜸 마을 복용, 대흥을 약칭하여 복흥리(伏興里)라 하고 북면에 편입시켰다. | 1) 장구(長久) 마을 2) 탑성(塔城) 마을 3) 노송(老松) 마을 |      |
| 승부리(承富里) | 본래 정읍군 북면지역으로, 1914년 행정구역 개편에 따라 승부리(承富里)와 신점리(新店里)와 한교리(漢橋里)의 일부를 병합하여, 으뜸 마을의 이름을 따서 승부리라고 하고 북면에 편입시켰다. | 1) 원승부(元承富) 마을 2) 금곡(金谷) 마을 |      |
| 화해리(花海里) | 본래 고부군 우일면(雨日面) 구역인데, 1914년 행정구역 개편에 따라 화야리(花野里), 가전리(加田里), 순목리(順木里), 부동(付洞), 마동(馬洞)과 정읍군 북면 한교리 일부를 병합하여 화해리라 하고, 우순면(雨順面)에 편입시켰다. 1935년 구역조정 때, 우순면 정토면(淨土面)과 병합되고, 화해리는 남산리(南山里) 영파리(暎波里)와 같이 북면에 편입되어 지금에 이르고 있다.화해(花海)의 이름이 이곳 화하농주혈(華蝦弄珠穴)이 있기에 여기에서 온 것이라고 한다. 그 뒤 영파리는 정읍시로 편입되었다. | 1) 원화해(元花海) 마을 2) 조동(槽洞) 마을 3) 가전(加田) 마을 4) 외야(外野) 마을 5) 내야 1(內野 1) 마을 6) 내야 2(內野 2) 마을 7) 내야 3(內野 3) 마을 8) 내야 4(內野4)마을 |      |
| 남산리(南山里) | 본래 고부군(古阜郡) 우일면(雨日面) 지역인데, 1914년 행정구역 개편 당시 오산리(五山里), 점촌(店村), 분토동(粉土洞), 원당리(元堂里), 두현리(竇峴里), 단촌(丹村), 이문리(里門里)와 정읍군 북면 한교리 일부를 병합하여, 그 구역 안에 있는 산 이름 남산을 따서, 남산리(南山里)라 하여 우순면(雨順面)에 편입시켰다가, 1935년 다시 북면(北面)에 속하였다. | 1) 이문(里門) 마을 2) 원당(元堂) 마을 3) 오산(吾山) 마을 |      |

## 교육
- 북면초등학교
- 보성초등학교